# Malaitasolfjäderstjärt
Malaitasolfjäderstjärt (Rhipidura malaitae) är en fågel i familjen solfjäderstjärtar inom ordningen tättingar. Fågeln förekommer endast på ön Malaita i Salomonöarna. IUCN kategoriserar den som nära hotad.

## Utseende och läten
Malaitasolfjäderstjärten är en 16 cm lång rätt enfärgad, mattorange solfjäderstjärt. I det i övrigt otecknade ansiktet är det svarta ögat tydligt. Den är ljusare på undersidan, framför allt på strupen. Rostgumpad solfjäderstjärt (R. rufifrons) är svartvit på strupe och stjärt. Sången är okänd, dess läte dämpade "see-seep".

## Utbredning och systematik
Fågeln förekommer i bergsskogar på ön Malaita i sydöstra Salomonöarna. Den behandlas som monotypisk, det vill säga att den inte delas in i några underarter.

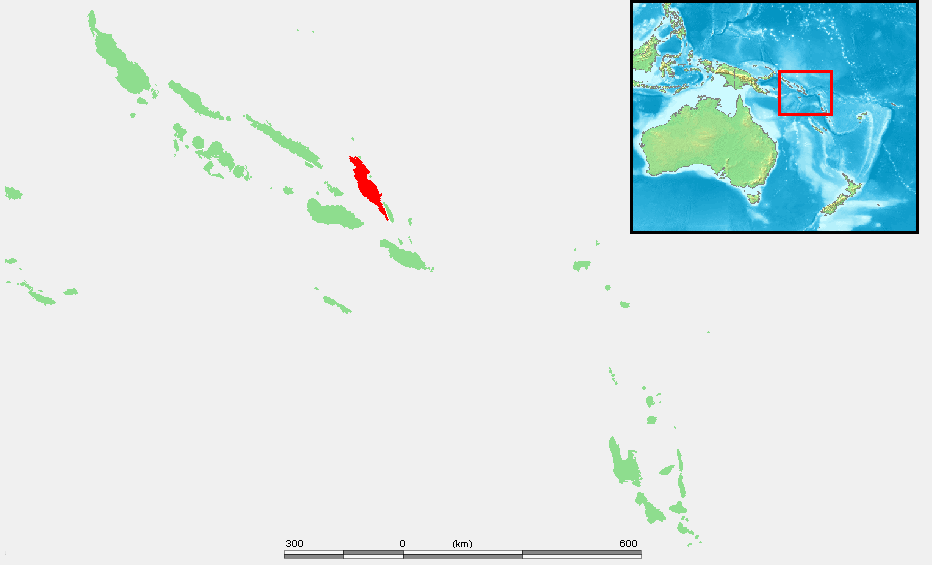
Malaitas läge i Salomonöarna.

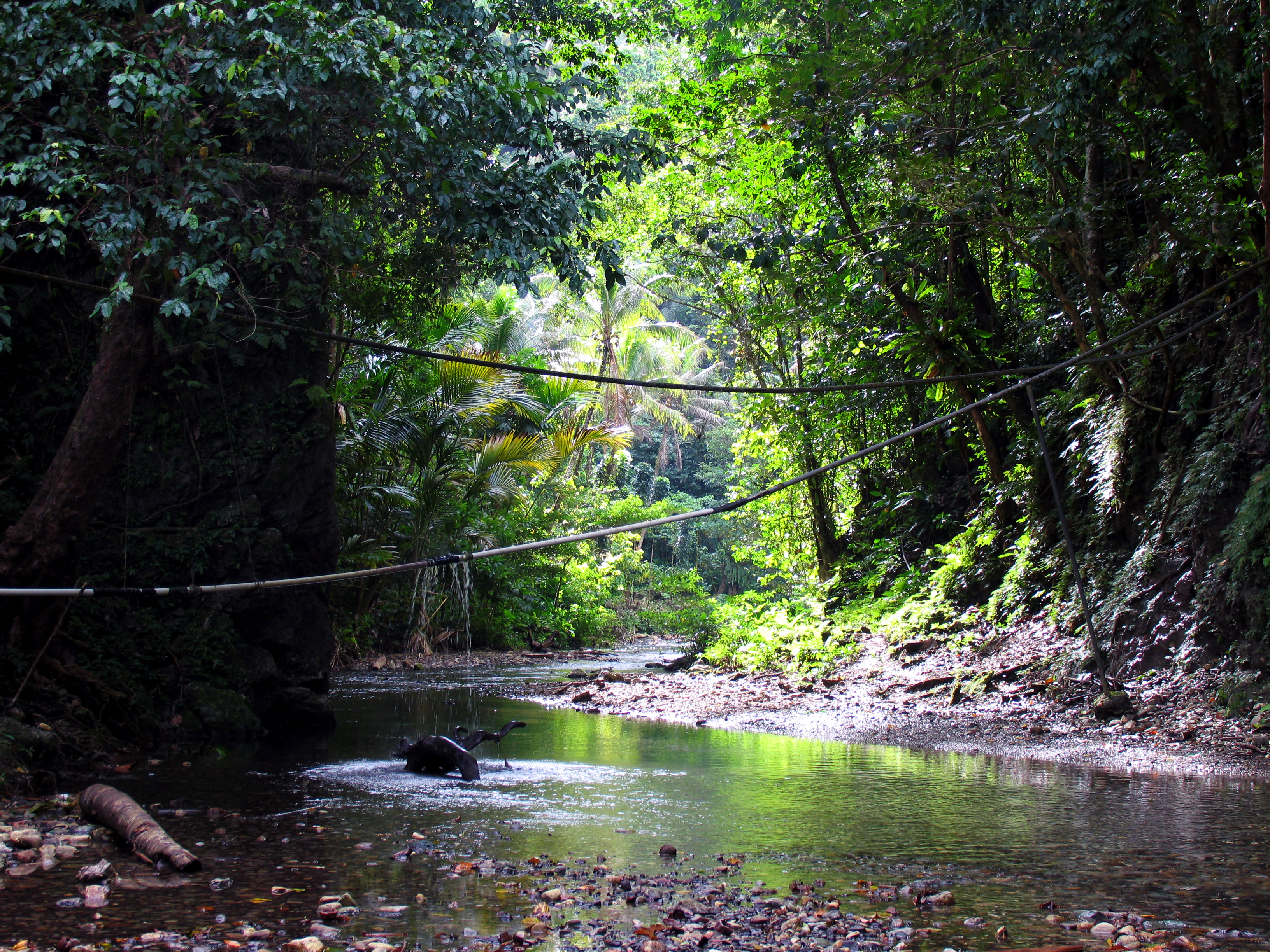
Skogsområde på ön Malaita där fågeln är endemisk.

## Status och hot
Malaitasolfjäderstjärten har ett mycket litet utbredningsområde begränsat till en enda ö. Beståndet är också relativt litet, bestående av under 1 000 vuxna individer. IUCN kategoriserar därför arten som nära hotad. Populationsutvecklingen är oklar.